# Friedrich Schott (Politiker, 1881)
Friedrich Heinrich Schott (* 25. August 1881 in Beerfelden, Odenwald; † 10. März 1947 in Darmstadt) war ein deutscher Politiker (NSDAP) und Abgeordneter des Landtags des Volksstaates Hessen in der Weimarer Republik.
Friedrich Schott war der Sohn des Schreinermeisters Georg Heinrich Schott und dessen Frau Anna Maria geborene Kumpf. Er heiratete Margaretha geborene Lautenschläger (1877–1956) und arbeitete als Schreinermeister in Beerfelden.
1932 bis 1933 gehörte er in der 6. und 7. Legislaturperiode dem Landtag an. Er war Ortsgruppenleiter der NSDAP.